# Joker's Wild
Joker's Wild byla blues rocková skupina působící v 60. letech 20. století v anglickém městě Cambridge. V kapele založené v roce 1963 se vystřídalo množství mladých hudebníků, nejznámějším z nich je ale pozdější kytarista a zpěvák Pink Floyd David Gilmour. Joker's Wild byli považováni za jednu z nejlepších hudebních skupin v Cambridgi. Pravidelně vystupovali ve městě i okolí do roku 1966, Joker's Wild hráli i jako předskokani slavnějším skupinám Zoot Money's Big Roll Band či The Animals. V roce 1966 ale odešli do Francie, kde nepříliš úspěšně hráli pod názvy Bullitt a později Flowers. Po krátkém působení ve Francii od skupiny odešel Gilmour a kapela se postupně do roku 1968 rozpadla.
Pro soukromé účely vydali v nákladu 50 kopií jednu krátkou studiovou desku a jeden singl. Nahrávka jejich alba se nachází Britském národním zvukovém archivu.
Společně s producentem Jonathanem Kingem také nahráli coververzi písně „Hold On, I'm Coming“ od americké dvojice Sam & Dave, která ale nebyla vydána, neboť původní skladba vyšla i v Británii.
Clive Welham zemřel 9. května 2012.

## Členové
- David Altham – kytara, klávesy, zpěv
- David Gilmour – kytara, zpěv, harmonika (odešel ze skupiny v roce 1966)
- John Gordon – kytara, zpěv
- Dick Parry – saxofon, trubka
- Tony Sainty – baskytara, perkuse, zpěv (odešel v roce 1966)
- Clive Welham – bicí, zpěv (odešel v roce 1966)

- Peter Gilmour – baskytara, zpěv (přišel v roce 1966)
- Willie Wilson – bicí (přišel v roce 1966)
- Rick Wills – baskytara (nahradil Tonyho Saintyho)

## AlbumJoker's Wild
Album (katalogové číslo RSLP 007) bylo nahráno v roce 1966 ve londýnských studiích Regent Sound Studios a „vydáno“ pro soukromé účely v počtu 50 kusů tentýž rok. Jedná se o nestandardní album, které vyšlo jako jednostranně nahrané LP (rychlost 33 otáček za minutu). Desku tvoří pět písniček – coververzí rock and rollových hitů tehdejší doby. Písně „Don't Ask Me (What I Say)“ a „Why Do Fools Fall in Love“ byly vydány také na jediném singlu kapely, který měl podobně nízký náklad (katalogové číslo RSR 0031).

### Seznam skladeb
1. „Why Do Fools Fall in Love“ – 1:55
2. „Walk Like a Man“ – 2:15
3. „Don't Ask Me (What I Say)“ – 3:01
4. „Big Girls Don't Cry“ – 2:18
5. „Beautiful Delilah“ – 2:05